# Лантене (Кот-д’Ор)
Лантене́ (фр. Lantenay) — коммуна во Франции, находится в регионе Бургундия. Департамент коммуны — Кот-д’Ор. Входит в состав кантона Дижон 5-й кантон. Округ коммуны — Дижон.
Код INSEE коммуны — 21339.

## Население
Население коммуны на 2010 год составляло 500 человек.
| 1962 | 1968 | 1975 | 1982 | 1990 | 1999 | 2010 |
| ---- | ---- | ---- | ---- | ---- | ---- | ---- |
| 325  | 288  | 266  | 302  | 315  | 425  | 500  |

## Экономика
В 2010 году среди 328 человек трудоспособного возраста (15—64 лет) 259 были экономически активными, 69 — неактивными (показатель активности — 79,0 %, в 1999 году было 79,3 %). Из 259 активных жителей работали 250 человек (129 мужчин и 121 женщина), безработных было 9 (3 мужчин и 6 женщин). Среди 69 неактивных 31 человек были учениками или студентами, 28 — пенсионерами, 10 были неактивными по другим причинам.